# Henry Munro (revolucionario)
Henry Munro (1758 - 1798) fue un miembro de la Society of United Irishman nacido en Lisburn, Condado de Down, y en 1798 comandó las fuerzas rebeldes, el Ejército Unido de Down, en la Batalla de Ballynahinch.

## Vida

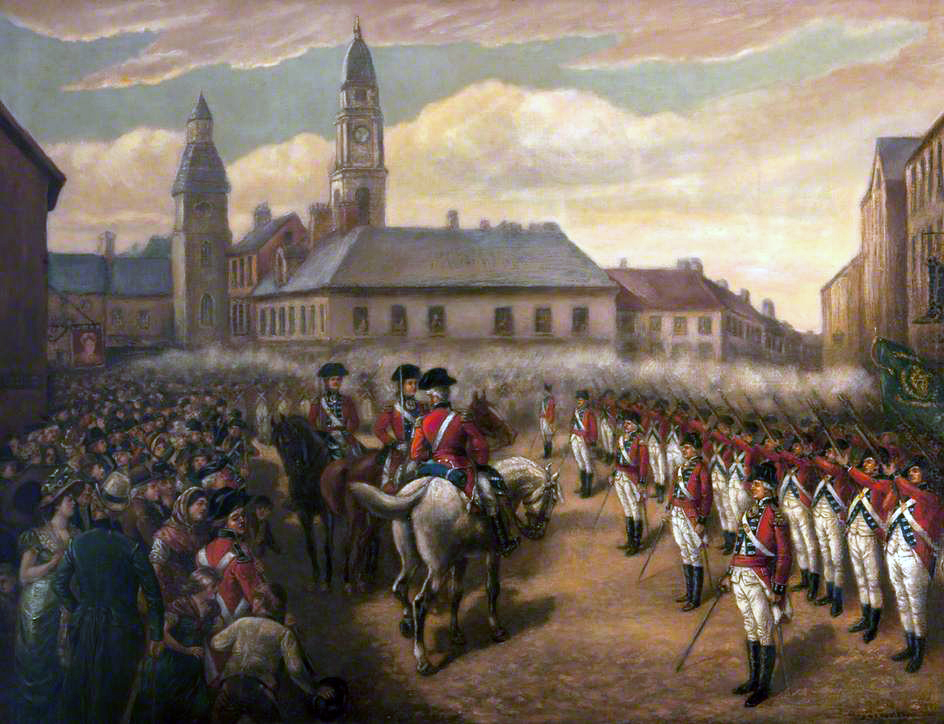
Los voluntarios de Lisburn y Lambeg feu de joie en honor de la Convenio Dungannon, 1782; Se cree que Henry Munro es el hombre detrás de la dama con un pañuelo en la cabeza, con la mano en la barbilla

Era el único hijo de un comerciante presbiteriano de origen escocés asentado en Lisburn. Su padre murió en 1793, dejando una viuda cuyo apellido de soltera había sido Gorman. Crio a Henry y a sus dos hijas en el seno de la Iglesia de Inglaterra y murió en Lisburn alrededor de 1832. 
Henry recibió una formación mercantil en su ciudad natal, y después de haber trabajado como aprendiz entró en el negocio del lino sobre 1788. Visitó frecuentemente Inglaterra para comprar sedas y telas y vender lino. Cuando aún era joven se unió a la Voluntarios Irlandeses y se dice que fue ayudante del cuerpo Lisburn.
Se le describe como por debajo de la estatura media, pero fuerte y ágil, con ojos azules profundos y una expresión inteligente, honorable en sus tratos y próspero en el comercio, un buen conversador, romántico en sus puntos de vista y sin gustos intelectuales claros. En 1795, se unió a los United Irishmen, con el fin de promover la causa de la emancipación católica y la reforma parlamentaria.

## Ballynahinch
Con el estallido de la rebelión en el condado de Down a comienzos del temprano de 1798, Munro fue elegido por el comité de líderes de Belfast para tomar el mando. El 11 de junio, mientras estaba a la cabeza de una fuerza de siete mil rebeldes en Saintfield, envió un destacamento para tomar la ciudad de Ballinahinch, entre Lisburn y Downpatrick. La ciudad fue ocupada sin oposición; pero fue evacuada en la noche del 12, cuando el General Nugent avanzó desde Belfast con un ejército inferior en número a los rebeldes, pero muy superior en artillería. Durante la noche, se informó a Munro, que se había situado a las afueras de la ciudad, que los ingleses estaban dedicándose a beber, quemar y saquear, pero se negó a lanzar un ataque nocturno afirmando que el hacerlo sería aprovecharse de una "ventaja poco generosa". El resultado fue que varios cientos de sus mejores hombres desertaron inmediatamente. 
Alrededor de las dos de la mañana del 13 de junio, los rebeldes lograron entrar en la ciudad, y aparentemente consiguieron la victoria cuando sonó la corneta para ordenar la retirada de las tropas reales. Los rebeldes, confundiendo la señal con la orden de cargar, huyeron desordenadamente desde el sur, mientras que los hombres de Nugent estaban evacuando Ballinahinch por el norte. Los ingleses se reagruparon rápidamente y cortaron la retirada irlandesa por todas las direcciones menos una. A través de este hueco, Munro encabezó la retirada de unos 150 hombres después de que el resto hubieran sido derrotados. En la persecución no se dio cuartel.
Munro huyó solo a las montañas, y fue capturado en la mañana del 15 de junio, a unas seis millas de Ballinahinch. Fue trasladado inmediatamente a Hillsborough, de donde fue llevado a Lisburn, juzgado por consejo de guerra, y ahorcado frente a su propia puerta, y a la vista, se dijo, de su esposa y hermanas. Su cabeza fue fijada posteriormente en una pica y colocada en el mercado de Lisburn. Su casa y sus propiedades fueron destruidas por las tropas reales. El penacho verde y blanco que llevaba en Ballinahinch fue entregado al Obispo Percy, el 27 de octubre de 1798. Se cree que los restos de Henry Munro fueron exhumados en 1843, durante las obras de construcción de una cripta familiar en el cementerio de la Catedral de Lisburn. En la tumba también se encontró un hacha, que según el folclore local había sido utilizada para la decapitación.

## Familia
Munro se casó en 1795 con Margaret Johnston, cuarta hija de Robert Johnston de Seymour Hill en Antrim. Su viuda murió en Belfast en febrero de 1840. Su hija se casó con Hanson, un ministro independiente.